# Marko Kon
Marko Kon (Belgrád, Szerbia, 1972. április 20. – ) szerb előadóművész, zeneszerző, dalszövegíró és producer. Milaannal közösen ő képviselte Szerbiát a 2009-es Eurovíziós Dalfesztiválon, Moszkvában, a Cipela című dalukkal.

## Életrajza
Kon 9 éves korában kezdett el komolyabban foglalkozni a zenével: megtanult klarinétozni, furulyázni, dobolni, szaxofonozni és gitározni. Az Eurovíziós Dalfesztivál hivatalos oldalán úgy volt említve, mint a "legsikeresebb személy a szerb könnyűzenei iparban". Ezt a címet azért kapta, mert 2009-ig több mint 800 dalszöveget írt, és több mint 1000 alkalommal működött közre különböző lemezeken. Ő volt az egyik szerzője a Ludi letnji ples című dalnak, amivel a Flamingosi együttes 2006-ban a második helyen végzett a Szerbia és montenegrói eurovíziós nemzeti döntőben. Ő írta a 2008-as Eurovíziós Dalfesztiválon a montenegrói Stefan Filipovićnak a Zauvijek volim te című dalt.
2009. január 30-án a Radio Televizija Srbije bejelentette, hogy az énekes Milaannal közösen a résztvevője a 2009-es Beovizija szerb eurovíziós nemzeti döntőnek. Cipela című versenydalukat a március 7-i elődöntőben adták elő először, ahonnan a hatodik helyen továbbjutottak a döntőbe. A március 8-án rendezett döntőben a zsűri és a nézők szavazatai alapján megnyerték a válogatóműsort, így ők képviselhették Szerbiát az Eurovíziós Dalfesztiválon. Először a május 12-én rendezett második elődöntőben versenyeztek, ahonnan nem sikerült továbbjutniuk a május 14-i döntőbe. A közönségszavazáson összesen 60 pontot kaptak, ami a tizedik helyet jelentette, viszont a szakmai zsűri a Horvátországot képviselő Igor Cukrov és Andrea dalát jobbnak találta, így végül Szerbia búcsúzott a versenytől.

## Fordítás
- Ez a szócikk részben vagy egészben  a   Marko Kon című szerb Wikipédia-szócikk ezen változatának fordításán alapul.  Az eredeti cikk szerkesztőit annak laptörténete sorolja fel. Ez a jelzés csupán a megfogalmazás eredetét és a szerzői jogokat jelzi, nem szolgál a cikkben szereplő információk forrásmegjelöléseként.